# 214487 Baranivka
214487 Baranivka este un asteroid din centura principală de asteroizi.

## Descriere
214487 Baranivka este un asteroid din centura principală de asteroizi. A fost descoperit pe 29 octombrie 2005 la observatorul astronomic din Andrușivka. Asteroidul prezintă o orbită caracterizată de o semiaxă mare de 3,16 ua, o excentricitate de 0,14 și o înclinație de 6,4° în raport cu ecliptica.